# 9. dragonski polk (Avstro-Ogrska)
Za druge 9. polke glejte 9. polk.
9. dragonski polk (izvirno nemško Galizisch-Bukowinasches Dragoner Regiment »Erzherzog Albrecht« Nr. 9; dobesedno slovensko: Galicijsko-bukovinski dragonski polk »Nadvojvoda Albrecht« št. 9) je bil konjeniški polk k.u.k. Heera.

## Zgodovina
Polk je bil ustanovljen leta 1682. 

### Prva svetovna vojna
Polkovna narodnostna sestava leta 1914 je bila sledeča: 50% Romunov, 29% Rutencev in 21% drugih.
Naborni okraj polka je bil v Lembergu, pri čemer so bile polkovne enote garnizirane sledeče: Brodi (štab, II. divizion) in Kamionka Strumilova (I. divizion).

## Poveljniki polka
- 1879: Ottmar Pelikan[3]
- 1908: Leopold von Prager[4]
- 1914: Johann Kopecek[5]